# 1977 en rugby à XV
Cette page présente les faits marquants de l'année 1977 en rugby à XV : les principales compétitions et événements liés au rugby à XV et rugby à sept ainsi que les décès de grandes personnalités de ces sports.

## Événements

### Mars
- La France remporte le Tournoi des Cinq Nations en signant un Grand Chelem avec les 15 mêmes joueurs et sans concéder un seul essai.

### Récapitulatifs des principaux vainqueurs de compétitions 1976-1977
Les champions de France
| AS Béziers US Vicquoise US Seynoise ES Port-la-Nouvelle US Capbreton Narbonne UC ASC Aureilhan Villelongue de la Salanque XV |

#### 1redivision
- 29 mai : l'AS Béziers remporte le remporte le Championnat de France de rugby à XV de première division 1976-1977 après avoir battu les États-Unis Perpignan en finale. Béziers remporte le Bouclier de Brennus pour la cinquième fois pendant les années 1970, un trophée qui échappe à Perpignan depuis 1955.

#### 2edivision
- L'Union sportive vicquoise (Vic-en-Bigorre) remporte le Championnat de France de rugby à XV de deuxième division 1976-1977 après avoir battu le Sporting club appaméen, 16 à 10, en finale.

#### 3edivision
- L'Union sportive seynoise remporte le Championnat de France de rugby à XV de troisième division 1976-1977 après avoir battu l'Avenir valencien, 6 à 3 en finale. Après avoir remporté le Championnat de France Honneur l'année précédente, l'Union sportive seynoise est de nouveau championne de France.

#### Honneur
- L'Etoile sportive de Port la Nouvelle remporte le Championnat de France Honneur de rugby à XV 1976-1977 après avoir battu le SC Rieumes, 10 à 9, en finale.

#### Promotion d'honneur
Le Championnat de France Promotion d'honneur de rugby à XV a été suspendu de la saison 1955-1956 à la saison 1987-1988.

#### 1resérie
- L'US Capbreton remporte le Championnat de France 1re série de rugby à XV 1976-1977 après avoir battu l'US Crest, 3 à 0, en finale.

#### 2esérie
- Le Narbonne Université Club remporte le Championnat de France 2e série de rugby à XV 1976-1977 après avoir battu le RC Granges les Valence, 12 à 9, en finale. Après avoir remporté le championnat de France de 4e série l'année précédente, le Narbonne UC est de nouveau champion de France.

#### 3esérie
- L'Amicale Sportive et Culturelle d'Aureilhan  remporte le Championnat de France 3e série de rugby à XV 1976-1977 après avoir battu le Club olympique tuchanais, 16 à 6, en finale.

#### 4esérie
- Villelongue de la Salanque XV remporte le championnat de France 4e série de rugby à XV 1976-1977 avoir battu l'US La Bastide sur l'Hers[1], 18 à 8, en finale.